# Pollex oculus
Pollex oculus là một loài bướm đêm thuộc họ Erebidae. Nó được tìm thấy ở Balabac ở Philippines.
Sải cánh dài 8–10 mm.